# Padre figlio e spirito
Padre figlio e spirito è il secondo album in studio degli FSK Satellite, pubblicato l'11 settembre 2020 dalla Island Records, Thaurus Music e Universal Music Group. L'album contiene collaborazioni di Sfera Ebbasta, Chief Keef e Tadoe.

## Tracce
1. Padre figlio e spirito – 3:04 (testo: Gregory Taurone, Romano Maiorella, Michele Ballabene – musica: Greg Willen)
2. Don't Touch My Stick – 2:28 (testo: Rocco Modello, Michele Ballabene, Romano Maiorella, Antonio Laudando, Gregory Taurone – musica: Beak On The Night, Greg Willen)
3. Lean nel lean – 3:05 (testo: Rocco Modello, Romano Maiorella, Gregory Taurone – musica: Greg Willen)
4. Husky – 3:23 (testo: Michele Ballabene, Rocco Modello, Romano Maiorella, Diego Vettraino – musica: Drillionaire)
5. Asso di bastoni – 2:39 (testo: Michele Ballabene, Rocco Modello, Gregory Taurone – musica: Greg Willen)
6. Soldi sulla carta (feat. Sfera Ebbasta) – 2:53 (testo: Gionata Boschetti, Michele Ballabene, Rocco Modello, Romano Maiorella, Gregory Taurone, Paolo Alberto Monachetti – musica: Charlie Charles, Greg Willen)
7. Settimana al caldo – 2:46 (testo: Michele Ballabene, Rocco Modello, Romano Maiorella, Gregory Taurone – musica: Greg Willen)
8. Top Gun – 3:02 (testo: Michele Ballabene, Rocco Modello, Romano Maiorella, Diego Vettraino – musica: Drillionaire)
9. Ho fatto (feat. Chief Keef, Tadoe) – 3:45 (testo: Darron Rose, Keith Cozart, Michele Ballabene, Rocco Modello, Romano Maiorella, Gregory Taurone – musica: Greg Willen)
10. Due e zero – 3:14 (testo: Michele Ballabene, Rocco Modello, Gregory Taurone – musica: Greg Willen)
11. Mastercard – 1:57 (testo: Michele Ballabene, Romano Maiorella, Gregory Taurone – musica: Greg Willen)
12. Money fast – 2:44 (testo: Rocco Modello, Romano Maiorella, Gregory Taurone – musica: Greg Willen)
13. Tre terroni a Milano – 2:29 (testo: Michele Ballabene, Rocco Modello, Gregory Taurone – musica: Greg Willen)
14. Easy boys – 2:25 (testo: Michele Ballabene, Rocco Modello, Gregory Taurone – musica: Greg Willen)
15. 10 X in California – 2:22 (testo: Michele Ballabene, Rocco Modello, Romano Maiorella, Gregory Taurone – musica: Greg Willen)

tracce bonus nella riedizione streaming
1. Sudditaliano – 3:13 (testo: Rocco Modello, Gregory Taurone, Romano Maiorella, Michele Ballabene – musica: Greg Willen)

## Formazione
Gruppo
- Taxi B – voce, testi
- Chiello – voce, testi
- Sapobully – voce, testi

Altri musicisti
- Sfera Ebbasta – voce, testi
- Chief Keef – voce, testi
- Tadoe – voce, testi

Produzione
- Greg Willen – testi, produzione, drum machine, ingegnere mastering, ingegnere missaggio
- Beak On The Night – testi, produzione
- Drillionaire – testi, produzione
- Charlie Charles – testi, produzione
- Lorenzo Donato – ingegnere mastering, ingegnere missaggio

## Classifiche

### Classifiche settimanali
| Classifica (2020) | Posizione massima |
| ----------------- | ----------------- |
| Italia            | 1                 |

### Classifiche di fine anno
| Classifica (2020) | Posizione |
| ----------------- | --------- |
| Italia            | 97        |